# Chileense presidentsverkiezingen 1938
De Chileense presidentsverkiezingen van 1938 vonden op 30 oktober van dat jaar plaats. De verkiezingen werden gewonnen door de kandidaat van het Frente Popular (Volksfront) van radicalen, socialisten en communisten, Pedro Aguirre Cerda (PR).

## Voorgeschiedenis
Voorafgaande aan de presidentsverkiezingen besloten de Partido Radical (PR), Partido Socialista (PSCh) en de Partido Comunista (PCCh) tot de vorming van een volksfront (1936). Dit volksfront koos in 1937 Pedro Aguirre Cerda van de links-liberale Partido Radical tot presidentskandidaat.
De burgerlijke partijen wezen als reactie hierop eveneens een gezamenlijke kandidaat aan, Gustavo Ross van de Partido Liberal (PL). Het bleek echter dat een deel van de jeugdbeweging van de Partido Conservador (PCon) de kandidatuur van Ross weigerde te steunen. Als gevolg hiervan kwam het tot een breuk binnen de conservatieve partij: het grootste deel van de jeugdbeweging en de progressieve vleugel van de partij verlieten de partij en vormden de Falange Nacional, de voorloper van de huidige Partido Demócrata Cristiano (PDC), de christendemocratische partij. Hoewel de leiding van de nieuwe Falange Nacional weigerde om zich achter Ross te scharen spraken zij toch ook niet expliciet hun steun uit aan het Frente Popular. Een deel van de Falange Nacional zou echter op Aguirre Cerda stemmen.
Generaal Carlos Ibáñez del Campo, die eerder van 1927 tot 1931 dictator van Chili was geweest deed mee aan de presidentsverkiezingen als kandidaat van de populistische Alianza Popular Libertadora (ALP), een bundeling van rechts-nationalistische, corporatistische en volkssocialistische partijen. Een van die partijen was de Movimiento Nacional-Socialista de Chile, de nationaalsocialistische partij van Jorge González von Marées, die als plaatsvervangend leider van de APL optrad.
Op 5 september 1938, tijdens de verkiezingscampagne, ondernamen enkele studenten die gelieerd waren aan de Movimiento Nacional-Socialista een mislukte en nogal amateuristische coup door het universiteitsterrein van de Universiteit van Chili te bezetten. Uiteindelijk wist de legerleiding de studenten ervan te overtuigen om zich over te geven; men beloofde hen niets aan te doen. De studenten werden evenwel door militairen tegen de muur gezet en geëxecuteerd. Tijdens deze zogenaamde Matanza del Seguro Obrero kwamen 60 studenten om het leven. Presidentskandidaat Ibáñez distantieerde zich van de coupplegers.

## Uitslag

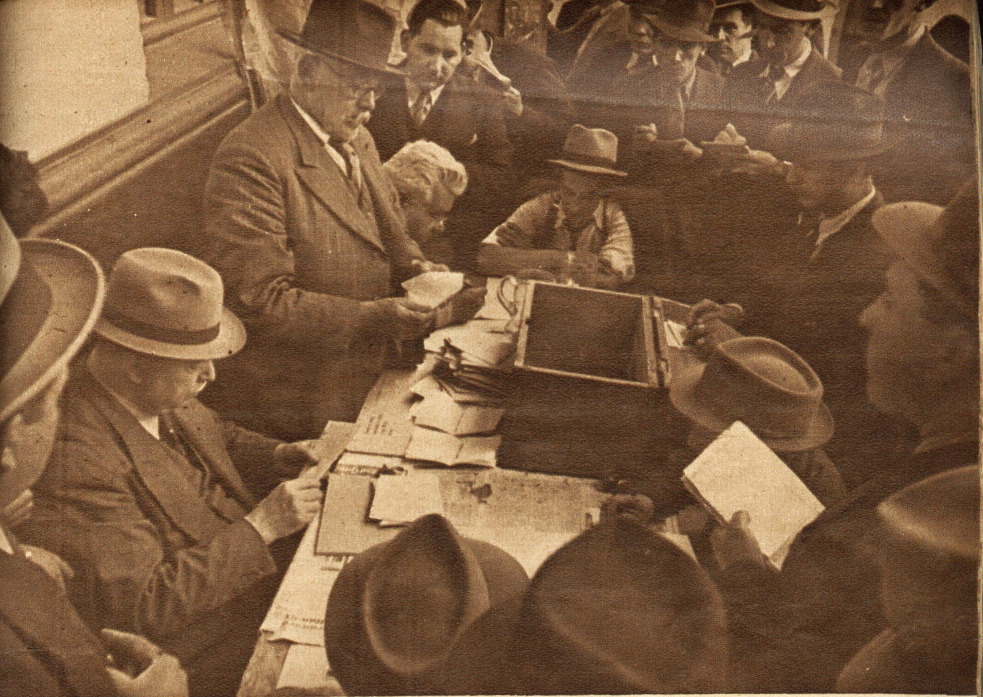
Het tellen van de stemmen bij presidentsverkiezingen van 1938

| Kandidaat                         | Kandidaat                         | Kandidaat                         | Partij                            | Partij                            | Coalitie                          | Stemmen | Percentage           |
| --------------------------------- | --------------------------------- | --------------------------------- | --------------------------------- | --------------------------------- | --------------------------------- | ------- | -------------------- |
|                                   |                                   | Pedro Aguirre Cerda               |                                   | PR                                | Frente Popular                    | 222.720 | 50,45%               |
|                                   |                                   | Gustavo Ross Santa María          |                                   | PL                                | PL-PCon-PDa-PA-AR-PRDo            | 218.609 | 49,52%               |
|                                   |                                   | Carlos Ibáñez del Campo           |                                   | APL                               | Alianza Popular Libertadora       | 112     | 0,03%                |
| Totaal geldige stemmen            | Totaal geldige stemmen            | Totaal geldige stemmen            | Totaal geldige stemmen            | Totaal geldige stemmen            | Totaal geldige stemmen            | 441.441 | 99,45%               |
| Ongeldige stemmen/ blanco stemmen | Ongeldige stemmen/ blanco stemmen | Ongeldige stemmen/ blanco stemmen | Ongeldige stemmen/ blanco stemmen | Ongeldige stemmen/ blanco stemmen | Ongeldige stemmen/ blanco stemmen | 2447    | 0,55%                |
| Totaal                            | Totaal                            | Totaal                            | Totaal                            | Totaal                            | Totaal                            | 443.888 | 100%                 |
| Aantal stemgerechtigden           | Aantal stemgerechtigden           | Aantal stemgerechtigden           | Aantal stemgerechtigden           | Aantal stemgerechtigden           | Aantal stemgerechtigden           | 612.749 | Onthoudingen: 27,56% |
| Bron:                             |                                   |                                   |                                   |                                   |                                   |         |                      |

## Bron
- (es)  Elección Presidencial 1938